# Медведєв Федір Миколайович
Фе́дір Микола́йович Медве́дєв (нар. 1905 — пом. 1986) — радянський промисловець, організатор і керівник машинобудівних підприємств. Почесний громадянин міста Первомайська.

## Життєпис
Народився 3 вересня 1905 року в селі Богданівка, нині Бахмутського району Донецької області. Після закінчення церковнопарафіяльної школи працював на соляному руднику, опанувавши професію електрика.
У 1920 році обраний секретарем комсомольської організації солерудника імені Свердлова. У 1922 році призначений завідувачем політосвітою Бахмутського волосного комітету комсомолу. Член ВКП(б) з 1923 року. Після закінчення окружної партшколи очолив Артемівський окружний комітет ВЛКСМ.
У 1929 році направлений на навчання. Закінчив Харківський електротехнічний інститут. Працював на Новокраматорському машинобудівному заводі інженером-електриком, згодом — заступником директора заводу з побуту.
В лютому 1955 року призначений директором Первомайського машинобудівного заводу імені 25 Жовтня в місті Первомайську Миколаївської області. У 1964 році розпочалось будівництво Первомайського машинобудівного заводу «Фрегат» і Ф. М. Медведєв призначений його директором. Після виходу на пенсію ще понад 10 років працював інженером на заводі імені 25 Жовтня.

## Нагороди і почесні звання
Був нагороджений орденом Трудового Червоного Прапора (1967), двома орденами «Знак Пошани» (1943, …) і медалями.
Почесний громадянин міста Первомайська Миколаївської області (2012, посмертно).

## Пам'ять
Рішенням виконкому Первомайської міської ради вулиця Металістів у місті Первомайську перейменована у вулицю Федора Медведєва.